# Europese kampioenschappen schaatsen 2022
De Europese kampioenschappen schaatsen afstanden 2022 voor mannen en vrouwen vonden van 7 tot en met 9 januari plaats op de ijsbaan Thialf in Heerenveen, Nederland.

## Aanloop
Het was de derde keer dat de Europese kampioenschappen per afstand werden gehouden sinds de ISU in 2016 besloot om een EK allround + sprint in de oneven jaren te houden en een EK afstanden in de even jaren. Er werden titels en medailles vergeven op zeven onderdelen bij zowel de mannen als de vrouwen, vijf individueel en twee in teamverband. De Russische nationale ploeg miste de eerste dag van het toernooi omdat drie leden – Olga Fatkoelina, sprintcoach Sergej Klevtsjenja en teammanager Sergej Grjaztsov – positief getest waren op het coronavirus en daardoor de gehele ploeg in isolatie moest. Op zaterdag en zondag kon een deel van de Russen (maar niet Fatkoelina) wel meedoen.

## Programma
| Vrijdag 7 januari                                                                   | Zaterdag 8 januari                                                       | Zondag 9 januari |
| ----------------------------------------------------------------------------------- | ------------------------------------------------------------------------ | --- |
| 18.55 uur                                                                           | 14.30 uur                                                                | 14.05 uur |
| Teamsprint vrouwen Ploegenachtervolging mannen 3000 meter vrouwen 1000 meter mannen | Teamsprint mannen 500 meter vrouwen 5000 meter mannen 1500 meter vrouwen | Ploegenachtervolging vrouwen 1500 meter mannen 1000 meter vrouwen 500 meter mannen Massastart vrouwen Massastart mannen |

## Medailles

### Mannen
| Afstand                      | AD | Goud                                               | Zilver                                                                    | Brons                                                   |
| ---------------------------- | -- | -------------------------------------------------- | ------------------------------------------------------------------------- | ------------------------------------------------------- |
| 500 m Details                | 19 | Piotr Michalski                                    | Merijn Scheperkamp                                                        | Dai Dai N'tab                                           |
| 1000 m Details               | 20 | Thomas Krol                                        | Kjeld Nuis                                                                | Kai Verbij                                              |
| 1500 m Details               | 19 | Kjeld Nuis                                         | Thomas Krol                                                               | Allan Dahl Johansson                                    |
| 5000 m Details               | 16 | Patrick Roest                                      | Jorrit Bergsma                                                            | Hallgeir Engebråten                                     |
| Massastart Details           | 24 | Bart Swings                                        | Livio Wenger                                                              | Roeslan Zacharov                                        |
| Teamsprint Details           | 6  | NederlandMerijn Scheperkamp Tijmen Snel Kai Verbij | NoorwegenHåvard Holmefjord Lorentzen Bjørn Magnussen Henrik Fagerli Rukke | PolenMarek Kania Piotr Michalski Damian Żurek           |
| Ploegenachtervolging Details | 5  | NederlandMarcel Bosker Sven Kramer Patrick Roest   | NoorwegenHallgeir Engebråten Allan Dahl Johansson Sverre Lunde Pedersen   | ItaliëDavide Ghiotto Andrea Giovannini Michele Malfatti |

### Vrouwen
| Afstand                      | AD | Goud                                                  | Zilver                                                             | Brons                                                           |
| ---------------------------- | -- | ----------------------------------------------------- | ------------------------------------------------------------------ | --------------------------------------------------------------- |
| 500 m Details                | 18 | Femke Kok                                             | Angelina Golikova                                                  | Darja Katsjanova                                                |
| 1000 m Details               | 19 | Jutta Leerdam                                         | Femke Kok                                                          | Darja Katsjanova                                                |
| 1500 m Details               | 19 | Antoinette de Jong                                    | Ireen Wüst                                                         | Francesca Lollobrigida                                          |
| 3000 m Details               | 16 | Irene Schouten                                        | Antoinette de Jong                                                 | Francesca Lollobrigida                                          |
| Massastart Details           | 20 | Irene Schouten                                        | Marijke Groenewoud                                                 | Jelizaveta Goloebeva                                            |
| Teamsprint Details           | 4  | PolenKarolina Bosiek Andżelika Wójcik Kaja Ziomek     | Wit-RuslandAnna Nifontova Jekaterina Sloeva Jevgenia Vorobjova     | NoorwegenAne By Farstad Martine Ripsrud Julie Nistad Samsonsen  |
| Ploegenachtervolging Details | 6  | NederlandAntoinette de Jong Irene Schouten Ireen Wüst | NoorwegenMarit Fjellanger Bøhm Sofie Karoline Haugen Ragne Wiklund | RuslandJelizaveta Goloebeva Jevgenia Lalenkova Natalja Voronina |

## Medailleklassement
|   | Land        | Goud | Zilver | Brons | Totaal |
| - | ----------- | ---- | ------ | ----- | ------ |
| 1 | Nederland   | 11   | 8      | 2     | 21     |
| 2 | Polen       | 2    | 0      | 1     | 3      |
| 3 | België      | 1    | 0      | 0     | 1      |
| 4 | Noorwegen   | 0    | 3      | 3     | 6      |
| 5 | Rusland     | 0    | 1      | 5     | 6      |
| 6 | Wit-Rusland | 0    | 1      | 0     | 1      |
| 6 | Zwitserland | 0    | 1      | 0     | 1      |
| 8 | Italië      | 0    | 0      | 3     | 3      |